# Montélimar
Montélimar je francouzské město v departementu Drôme v regionu Auvergne-Rhône-Alpes. V roce 2011 zde žilo 35 372 obyvatel. Je centrem kantonů Montélimar-1 a Montélimar-2.

## Sousední obce
Allan, Ancône, Espeluche, Châteauneuf-du-Rhône, Montboucher-sur-Jabron, Rochemaure, Sauzet, Savasse, Le Teil

## Vývoj počtu obyvatel
Počet obyvatel 